# Nowickia reducta
Nowickia reducta là một loài ruồi trong họ Tachinidae.